# James Carmichael Watson
James Carmichael Watson (* 12. Mai 1910 in Edinburgh; † 26. März 1942) war ein schottischer Keltologe.

## Leben
James Carmichael Watson war Sohn des Keltologen William J. Watson und Enkel von Alexander Carmichael. Er besuchte die Royal High School in Edinburgh und studierte dann Classics an der Universität Edinburgh (M.A. 1932) und Keltisch (M.A. 1934). 1933 begleitete er William Moir Calder auf einer Reise in Phrygien zum Studium griechischer Inschriften. Nach einem Aufenthalt an der Universität Bonn zum Studium des Altirischen bei Rudolf Thurneysen wurde er 1935 Lecturer für Keltisch an der Universität Glasgow, 1938 wechselte er als Nachfolger seines Vaters als Professor für Keltologie an die Universität Edinburgh.
Im Herbst 1941 meldete er sich freiwillig zur Royal Navy. Den Untergang der Gurkha am 17. Januar 1942 überlebte er, beim Untergang der Jaguar am 26. März 1942 starb er vor der ägyptischen Küste im Mittelmeer.

## Veröffentlichungen
- (Hrsg.): Carmina Gadelica. Band 3. 1940.
- (Hrsg.): Carmina Gadelica. Band 4. 1941